# Aeroportul Gustavo Artunduaga Paredes
Aeroportul Gustavo Artunduaga Paredes (IATA: FLA, ICAO: SKFL) este un aeroport din Florencia⁠(d), Departamentul Caquetá, Columbia ce deservește zona Florencia⁠(d). Aeroportul a fost tranzitat în 2022 de 138.251 de pasageri.
Situat la o altitudine de 247 m, aeroportul dispune de o singură pistă. Este operat de Colombian Civil Aviation Authority⁠(d).